# Orthetrum serapia
Orthetrum serapia là loài chuồn chuồn trong họ Libellulidae. Loài này được Watson mô tả khoa học đầu tiên năm 1984.
Loài này hiện diện ở Australia, Philippines, Fiji, Papua New Guinea và quần đảo Solomon.
Chúng sinh sống trong một loạt các vùng nước tĩnh lặng và chậm chạp, thường nông. Ở Úc, phạm vi phân bố loài chuồn chuồn này nằm trong khoảng từ đầu cuối của Lãnh thổ phía Bắc đến khoảng Mackay ở trung bộ Queensland.

## Mô tả
Orthetrum serapia là một loài chuồn chuồn cỡ trung bình với sải cánh 60-85mm. Đôi cánh của nó rất trong ngoại trừ một điểm tối nhỏ ở gốc chân sau. ngực có màu từ xanh lục đến vàng xám với các vệt đen. Bụng có màu đen với các dấu màu vàng nhạt hoặc xanh nhạt. Orthetrum serapia bề ngoài rất giống với Orthetrum sabina và có thể bị nhầm lẫn trong đó phạm vi của hai chồng chéo ở phía đông bắc Australia.

## Hình ảnh

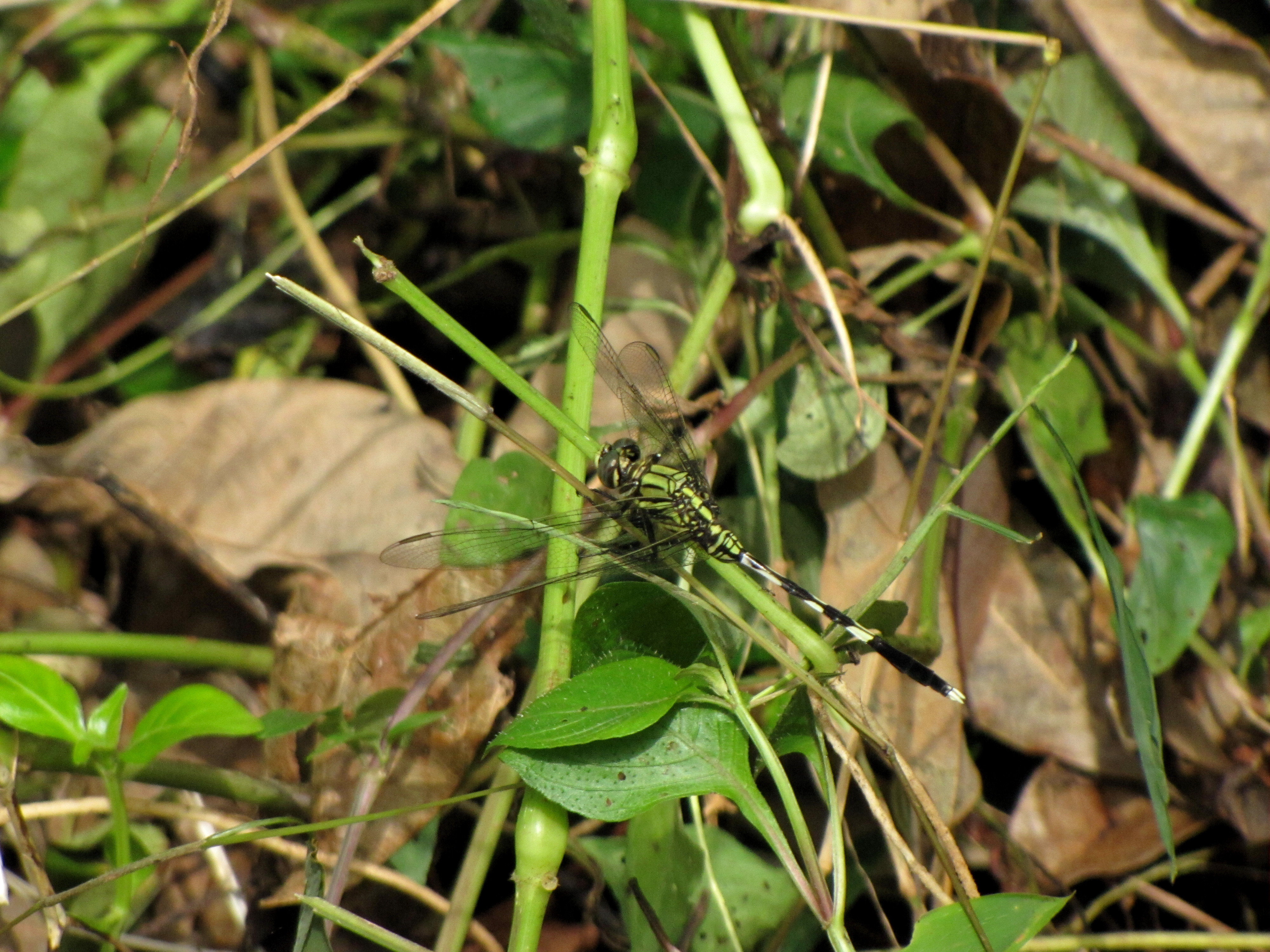